# Waldemar Steubing
Waldemar Steubing (* 30. November 1959 in Neulußheim) ist ein ehemaliger deutscher Fußballspieler, der für Bayer 05 Uerdingen und den FC St. Pauli insgesamt 93 Spiele (sieben Tore) in der Fußball-Bundesliga absolvierte. Zudem kam er auf 225 Zweitligaspiele und 60 Tore.

## Karriere
Nach zwei Jahren beim Amateurligisten VfR Mannheim wurde der Stürmer 1980 vom Bayer 05 Uerdingen verpflichtet, wo er in der Saison 1980/81 zu 27 Bundesligaeinsätzen kam, den Abstieg jedoch nicht verhindern konnte. Bis 1983 spielte Steubing noch für Uerdingen, dann wechselte er zum Ligakonkurrenten SG Wattenscheid 09. Für die Wattenscheider erzielte er in drei Jahren 29 Tore in 89 Zweitligaspielen. Seine nächsten Vereinsstationen waren SG Union Solingen, Arminia Bielefeld und der SSV Ulm 1846. Nach dem Ulmer Abstieg aus der Zweiten Liga 1988 wechselte Steubing wieder in die erste Bundesliga und schloss sich dem FC St. Pauli an. In der Saison 1991/92 spielte er für Hannover 96. Danach kehrte er in seine baden-württembergische Heimat zurück und spielte noch für den SV Schwetzingen und Amicitia Viernheim.